# Charles Poletti

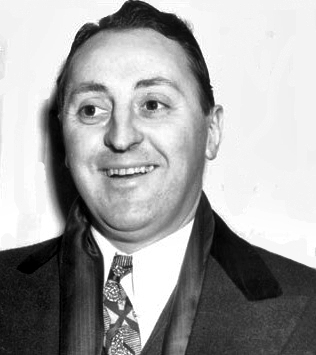
Charles Poletti (1942)

Charles Poletti (* 2. Juli 1903 in Barre, Washington County, Vermont; † 8. August 2002 in Marco, Florida) war ein US-amerikanischer Politiker und im Dezember 1942 Gouverneur des Bundesstaates New York.

## Frühe Jahre
Charles Poletti studierte bis 1928 an der Harvard University unter anderem Jura. Später setzte er seine Studien im Ausland an den Universitäten von Rom und Madrid fort. Nach seiner Rückkehr in die Vereinigten Staaten begann er eine erfolgreiche juristische Laufbahn. Unter anderem war er einer der juristischen Berater von Gouverneur Herbert H. Lehman und einer Elektrizitätsgesellschaft. Zwischen 1937 und 1938 war Poletti Richter am Obersten Gerichtshof des Staates New York.

## Politische Laufbahn
Poletti war Mitglied der Demokratischen Partei. Von 1939 bis 1942 war er unter Lehman Vizegouverneur von New York. Nach dem Rücktritt von Gouverneur Lehman am 3. Dezember 1942 musste er dessen restliche Amtszeit bis zum 31. Dezember 1942 beenden. Zum Jahreswechsel auf 1943 wurde er dann von Thomas E. Dewey im höchsten Amt des Bundesstaates abgelöst. In diesen knapp drei Wochen wurden einige Sozialgesetze von der Legislative in Kraft gesetzt. Kurz vor seiner Amtsübernahme war eine erneute Kandidatur zum Vizegouverneur gescheitert. Zwischen Januar und März 1943 arbeitete Poletti für Kriegsminister Henry L. Stimson. Von 1943 bis 1945 war er Oberst der US-Armee. In dieser Eigenschaft war er in Italien stationiert und seit Juni 1944 Chef der Militärverwaltung in Neapel. Dort und später in Rom säuberte er Polizei und Verwaltung mit besonderer Härte von faschistischen Elementen. Angesichts der in Neapel herrschenden chaotischen Zustände, Hungersnot und Kriminalität musste er sich bei der Reorganisation des öffentlichen Lebens jedoch der Mithilfe des US-Gangsterbosses Vito Genovese, der 1937 aus den USA nach Italien geflohen war, und der örtlichen Camorra bedienen, was zu deren dauerhaftem Erstarken in der Region führte. 
Von 1960 bis 1965 war Poletti Vizepräsident der Weltausstellung in New York. Ansonsten war er als Rechtsanwalt tätig. Der im Jahr 2002 im Alter von 99 Jahren verstorbene Politiker war zweimal verheiratet und hatte insgesamt drei Kinder.